# 华莱士·科
华莱士·科（英語：Wallace Coe，？—），新西兰男子拳击运动员。他曾代表新西兰参加1962年大英帝国和英联邦运动会拳击比赛，获得男子69公斤级金牌。